# ル・タンポン
ル・タンポン （Le Tampon）は、フランスの海外領土・レユニオンのコミューン。マダガスカルの東にある。

## 概要

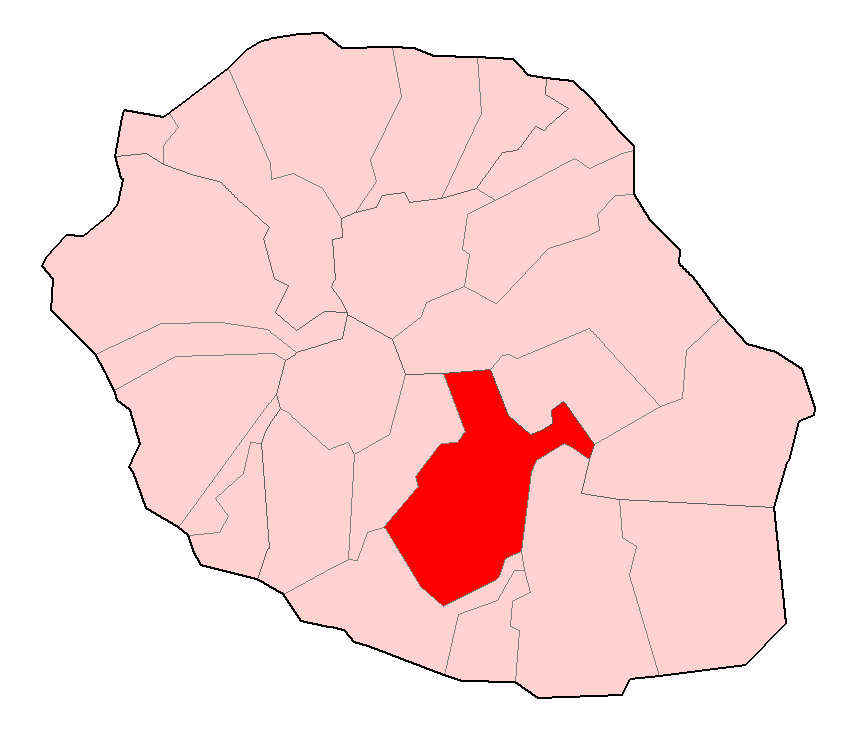
ル・タンポンの位置

18世紀からレユニオン島の南部で植民が進んだ。1830年、ガブリエル・ル・コート・ド・ケルヴェゲン伯爵（fr）がタンポンの地に移住し、南部のほぼ全ての土地を手に入れ自らの帝国を築いた。1859年、彼は独自の通貨を発行し始め（kreutzerまたはkerveguen）、インド人労働者への支払いに用いた。20年後にこの通貨は非合法化された。
1870年からイランイランとベチバーの香料蒸留抽出が始められ、1887年には浄化機能を持つポティエ蒸留所ができた。1925年7月25日、サン＝ピエールから分離して、ル・タンポンは単独でコミューンとなった。

## 人口統計
| 1961年 | 1968年 | 1975年 | 1982年 | 1990年 | 1999年 | 2006年 |
| ------ | ------ | ------ | ------ | ------ | ------ | ------ |
| 21 183 | 31 378 | 36 107 | 40 545 | 47 593 | 60 323 | 69 849 |

source=INSEE